# Jennifer Samaniego
Jennifer Betzabe Samaniego Franco (Loja 1991) es una científica ecuatoriana, académica universitaria y analista de Innovación Educativa en la Universidad Técnica Particular de Loja UTPL. Primera mujer ecuatoriana en recibir el premio mundial como "Inspiring Leader" dentro de los premios Women That Build Awards de Globant. Reconocida como una de las cinco líderes tecnológicas de América Latina por la cadena CNN y galardonada como la mujer ecuatoriana del año en innovación tecnológica por la Revista Hogar. Responsable del Laboratorio XR LAB y del Club Universitario de Realidad Virtual, subdirectora de la Red de Aprendizaje Inmersivo RAIN.

## Biografía
Jennifer Betzabe Samaniego Franco, desarrolló sus estudios secundarios en el colegio Beatriz Cueva de Ayora. Los estudios de pregrado en Ingeniera en Sistemas Informáticos y Computación los realizó en la Universidad Técnica Particular de Loja UTPL y posteriormente un máster en Ciencias de los Datos en la Universitat Oberta de Catalunya.
Es analista de Innovación en la Dirección de Tecnologías para la Educación del Vicerrectorado de Modalidad Abierta y a Distancia de la UTPL, responsable del Laboratorio de Realidad extendida "XR LAB" y del Club de Realidad Virtual. subdirectora de la Red de Aprendizaje Inmersivo RAIN Ecuador.
Se desempeña además como Docente invitada en la carrera de Tecnologías de la Información en Modalidad a Distancia y en la Maestría en Educación, mención en gestión del aprendizaje mediado por TIC  Modalidad Online en la Universidad Técnica particular de Loja.
Su trayectoria comenzó en el año 2012, cuando participó en el Campus Party capítulo Ecuador, allí, obtuvo el primer lugar en un reto planteado por la Secretaría de Educación Superior, Ciencia, Tecnología e Innovación SENESCYT, lo que despertó su interés en estas tecnologías.
Ha impulsado diversos proyectos con tecnologías inmersivas aplicados en la educación como proyectos de vinculación con la comunidad. Esto ha permitido algunos reconocimientos de excelencia profesional y premios por instituciones como: Fundación Fidal, Raw, bi/COA, Cátedra Iberoamericana Alejandro Roemmers de Industrias Culturales y Creativas de la Universidad Miguel Hernández, Senecyt, The Global Online Laboratory Consortium, MetaRed.
Samaniego Franco, ha representado a la UTPL en diversos eventos y ha sido parte del equipo fundador de la Red de Aprendizaje Inmersivo RAIN Ecuador, donde ocupa el cargo de Subdirectora. Desde estos espacios  ha logrado establecer alianzas estratégicas con instituciones latinoamericanas alineadas con el uso de tecnologías inmersivas.
En 2020, el proyecto Virtopsia obtuvo el primer lugar en la convocatoria The Global Online Laboratory Consortium en la Universidad de Georgia, Atlanta, Estados Unidos. Ese mismo año, fue designada por la UTPL como líder para la creación de una red de aprendizaje inmersivo RAIN en Ecuador. Actualmente, la red cuenta con 11 instituciones educativas adheridas. En 2023. Además lideró la participación en el Metaverse Community Challenge, organizado por BID Lab y Meta. Como resultado, la red RAIN fue una de las 10 seleccionadas para participar en una residencia en las oficinas de Sao Paulo, Brasil, siendo la única representante de Ecuador.
Sus líneas de investigación se centran en: e-Learning, comunidades virtuales, aprendizaje activo, tecnologías educativas e inmersivas y ciencia de los datos.

## Proyectos
Ha estado involucrada en diversos proyectos y actividades filantrópicas, destacando especialización en temas de nuevas tecnologías e innovación disruptiva, a continuación algunos de sus proyectos más destacados: 
- Refuerzos pedagógicos en entornos inmersivos contextualizados (proyecto de vinculación interdisciplinario que tiene como objetivo crear espacios de acompañamiento pedagógico en entornos inmersivos gamificados, colaborando en el desempeño docente, en sus prácticas preprofesionales y mejorando los resultados de aprendizaje en los estudiantes de Educación General Básica y Bachillerato General Unificado.)[11]
- XR Mujeres (Proyecto que busca empoderar a niñas y adolescentes en el área de Steam a través del evento “Nuevas Tendencias Tecnológicas desde una Perspectiva Femenina”, generando un espacio de referentes nacionales, comunidad con expertas, becas y formación)[12]
- Libro de Pueblos y Nacionalidades del Ecuador con Realidad Aumentada (A través de este proyecto se aborda la relevancia de preservar y promover el patrimonio cultural intangible de las nacionalidades y pueblos indígenas, afroecuatorianos y montubios en Ecuador, a través del uso de tecnologías inmersivas como herramienta clave. Lo que se pretende es transmitir la identidad cultural y generar herramientas educativas que permitan dar a conocer sus propios valores, prácticas y en general sus formas de vida, tomando como base al patrimonio cultural, como uno de los elementos motivadores para que se impulse el desarrollo del turismo cultural en el Ecuador y se contribuya a la valorización y reconocimiento de estas comunidades y sus aportes a la identidad cultural.) [13]
- Red Aprendizaje Inmersivo RAIN Ecuador (Liderar la creación de la Red de Aprendizaje Inmersivo en Ecuador conformado por instituciones de Educación Superior que se encuentren trabajando con Realidad Extendida o estén interesadas en hacerlo. Con el fin compartir conocimientos, recursos, iniciativas, proyectos para alcanzar un fin común, de interés general o particular, promover/cooperar con instituciones y entidades en las actividades orientadas al uso de Realidades Extendidas en el Ecuador. )[8]
- Virtual Reality Day - Latam (Desde el 2019 me encuentro coordinando el evento Virtual Reality Day - Latam con el objetivo de difundir el uso de realidad extendida en la región)[6]
- Campus Multiusuario UTPL (Plataforma de realidad virtual con el campus de la Universidad Técnica Particular de Loja, centro forense de Loja mediante objetos 3D, permitirá además de conocer el campus puedan realizarse diversas prácticas. Este sistema es multiplataforma y multiusuario.)[14]
- Repositorio 3D UTPL (implementación de un repositorio de modelos tridimensionales de los proyectos con tecnologías emergentes)
- Club Realidad Virtual (Creación del primer Club Universitario tecnológico en la Universidad Técnica Particular de Loja y actual responsable)[8]
- Virtopsia (Aplicativo educativo con Realidad Aumentada (RA), que te enseñará como se realiza una autopsia sin necesidad de hacerlo en un cuerpo real.)[14]
- Regiones Anatómicas con Realidad Aumentada (En este proyecto trabajó en un aplicativo móvil con Realidad Aumentada para visualizar diferentes objetos 3D tanto del sistema óseo, planos y regiones anatómicas. En donde se puede visualizar aquellas partes muy internas que no se visualizan fácilmente además de contar con una explicación en audio y texto.)[12]
- Biología con Realidad Aumentada (Proyecto en donde se desarrolló un aplicativo móvil con Realidad Aumentada para el estudio de la célula animal, vegetal y procariota.) [15]
- MOOCs UTPL [16]

## Reconocimientos
1. Mujer del año en innovación tecnológica - Revista Hogar [2]
2. BBC - 5 mujeres líderes en emprendimientos tecnológicos en América Latina[17]
3. Women That Build Awards - Global [18] [19]
4. Women That Build Awards - Regional [20][21]
5. Metaverse Community Challenge (Representando a RAIN como subdirectora)[22]
6. II Premio Internacional de Revista MetaRed [23]
7. Laboratorio Visualizado Virtopsia [24]
8. Reto Senecyt - Campus Party [25]

## Publicaciones
Samaniego Franco ha contribuido en el campo académico mediante diversas investigaciones y publicaciones que abarcan temas relevantes en desarrollo tecnológico e innovación, entre las principales están:
1. Implementation of a multi-user laboratory based on Virtual Reality (https://ieeexplore.ieee.org/abstract/document/10211718)
2. Implementation of a Video Game to guide the user interactively in a 3D virtual environment.                                                                                              (https://ieeexplore.ieee.org/abstract/document/10211412)
3. Development of a multi-user audience simulator prototype (https://ieeexplore.ieee.org/abstract/document/9820470)
4. Work-in-Progress, A Serious Game for Social Distancing Awareness (https://ieeexplore.ieee.org/abstract/document/9459375)
5. Selection of an educational repository of 3D objects at the Universidad Técnica Particular de Loja (UTPL) (https://ieeexplore.ieee.org/abstract/document/8995149)
6. Use of interactive multimedia resources in the MOOC of the Universidad Técnica Particular de Loja (UTPL) (https://ieeexplore.ieee.org/abstract/document/8995079)
7. Case study: Methodology for the development of learning objects (OA) in 3D for applications of augmented reality (AR) (https://ieeexplore.ieee.org/abstract/document/8399145)
8. Implementation of virtual worlds in distance studies (https://ieeexplore.ieee.org/abstract/document/8399146/)